# Ле Бри, Тео
Тео́ Ле Бри (фр. Théo Le Bris; род. 1 октября, 2002, Ренн, Франция) — французский футболист, защитник клуба «Лорьян», выступающий на правах аренды за клуб «Генгам».
Отец Бенуа (род. 1976) и дядя Режис (род. 1975) также играли в футбол на профессиональном уровне, Режис в сезоне 2022/23 — главный тренер «Лорьяна».
В июле 2019 года стал игроком второй команды «Лорьяна». В Чемпионате Насьональ 2 дебютировал 7 марта 2020 года в матче с «Энтенте». За главную команду в Лиге 1 дебютировал 10 сентября 2021 года в матче с «Лиллем», заменив Фабьена Лемуана.